# Danuta Zgryźniak
Danuta Zgryźniak (ur. 15 września 1954, zm. 4 czerwca 2022) – polska piłkarka nożna, mistrzyni i reprezentantka Polski.

## Życiorys
Była zawodniczką Czarnych Sosnowiec, w barwach tego klubu zdobyła pięć tytułów mistrzyni Polski (1980, 1981, 1984, 1985, 1986). Należała do najlepszych strzelców swojej drużyny, zdobywała średnio 30 bramek w sezonie. W 1984 została najlepszym strzelcem ligi.
Trzykrotnie wystąpiła w reprezentacji Polski seniorek, w pierwszych trzech meczach w historii tej reprezentacji (27 czerwca 1981 w spotkaniu z Włochami oraz w dwóch spotkaniach z Czechosłowacją w lipcu 1984).